# How Fly
How Fly je zajednički miksani album repera Currensyja i Wiza Khalife koji je objavljen 9. kolovoza 2009. godine. To je sveukupno Khalifin šesti miksani album. Objavljen je preko diskografskih kuća Rostrum Records i Taylor Gang Records kao besplatni download. Producenti na albumu su Sledgren, Big Chop, Benjy Grindberg, Dame Grease i Monsta Beatz. Album je s interneta preuzet oko 500.000 puta.

## Popis pjesama
| Br. | Skladba                    | Trajanje |
| --- | -------------------------- | -------- |
| 1.  | »Car Service«              | 3:00     |
| 2.  | »All Over«                 | 2:47     |
| 3.  | »The Check Point«          | 4:05     |
| 4.  | »The Planes«               | 4:32     |
| 5.  | »Fly Niggas Do Fly Things« | 4:48     |
| 6.  | »S.D.L.«                   | 4:00     |
| 7.  | »In the Middle«            | 2:33     |
| 8.  | »Layover«                  | 2:46     |
| 9.  | »Drunk Dialing«            | 4:02     |
| 10. | »How Fly«                  | 4:18     |
| 11. | »Friendly«                 | 3:26     |
| 12. | »The Life«                 | 2:26     |
| 13. | »Surface to Air«           | 3:03     |
| 14. | »Over the Building«        | 3:42     |
| 15. | »Rollin' Up«               | 3:47     |

## Datumi objavljivanja
| Država                     | Nadnevak          | Format             | Diskografska kuća                   | Izvor |
| -------------------------- | ----------------- | ------------------ | ----------------------------------- | ----- |
| Sjedinjene Američke Države | 9. kolovoza 2009. | digitalni download | Rostrum Records Taylor Gang Records | [ 4 ] |

## Vanjske poveznice
- How Fly na Discogsu